# Lurøy
Lurøy és un municipi situat al comtat de Nordland, Noruega. Té 1,920 habitants (2018) i la seva superfície és de 264.55 km². El centre administratiu del municipi és la població de Lurøy, situada a l'illa de Lurøya. Les altres poblacions de Lurøy són Aldra, Haugland, Konsvikosen, Lovund, Sleneset/Solværøyene, Stokkvågen, i Tonnes.
Lurøy està situat a la costa occidental de Helgeland. La petita franja continental de Lurøy va des de Tonnes al nord al llarg de la Carretera comtat noruega 17 fins a Stokkvågen al sud, al llarg del fiord de Sjona. La resta del municipi es troba en 1.375 illes situades a l'oest del continent. Les principals illes són inclouen Aldra, Lurøya, Onøya, Stigen, Solvær i Lovund. També hi ha dues illes a la part nord de Lurøya que es reparteixen entre Lurøy i el municipi veí de Rødøy: Nesøya i Hestmona.